# Carlos Santana & Buddy Miles! Live!
| Recensione | Giudizio |
| ---------- | -------- |
| AllMusic   |          |

Carlos Santana & Buddy Miles! Live! è un album live del chitarrista Carlos Santana e il cantante e batterista Buddy Miles, pubblicato nel giugno del 1972.
L'album venne registrato al "Sunshine '72 Festival" il 1º gennaio 1972, all'interno di Diamond Head a Honolulu, Hawaii e raggiunse l'ottava posizione nella Billboard 200 e la sesta nei Paesi Bassi.

## Tracce

### LP
Lato A (AL 31308)
1. Marbles – 4:02 (musica: John McLaughlin)
2. Lava – 2:03 (musica: Buddy Miles)
3. Evil Ways – 6:22 (Sonny Henry)
4. Faith Interlude – 2:10 (musica: Carlos Santana, Buddy Miles)
5. Them Changes – 5:39 (Buddy Miles)

Lato B (BL 31308)
1. Free Form Funkafide Filth – 25:05 (testo: Leon Thomas – musica: Carlos Santana, Buddy Miles, Greg Errico, Ron Johnson)

## Musicisti
- Carlos Santana – chitarra
- Buddy Miles – batteria, voce solista
- Neal Schon – chitarra
- Robert Hogins – organo
- Luis Gasca – tromba
- Hadley Caliman – sassofono, flauto
- Ron Johnson – basso
- Greg Errico – batteria
- Coke Escovedo – timbales
- Victor Pantoja – congas
- James "Mingo" Luis (Lewis) – congas
- Michael Carabello – congas

Note aggiuntive
- Carlos Santana e Buddy Miles – produttori
- Mike Larner e Glen Kolotkin – produttori associati
- Registrazioni effettuate dal vivo il 1º gennaio 1972 al Diamond Head Crater (Oahu, Hawaii)
- Attrezzature per la registrazione da Alembic Inc.
- Ron Wickersham, Betty Cantor e Jim Furman – personale Alembic
- Glen Kolotkin e Mike Larner – missaggio e remissaggio
- Carlos Santana e Buddy Miles – supervisione del missaggio e remissaggio
- Joan Chase – design copertina album e foto retrocopertina copertina album
- Robert Knight e Richard Upper – cover blow ups
- Barbara Baker, Glen Kolotkin e Richard Clark – foto interne copertina album [3]

## Classifica
Album
| Anno | Classifica             | Posizione raggiunta |
| ---- | ---------------------- | ------------------- |
| 1972 | Billboard 200          | 8                   |
| 1972 | Top R&B/Hip-Hop Albums | 6                   |
| 1972 | Dutch Charts           | 6                   |
| 1972 | Official Albums Chart  | 29                  |